# Ermida de São Pedro (Agualva)
A Ermida de São Pedro refere-se a uma ermida portuguesa que se localizou na freguesia açoriana da Agualva, concelho da Praia da Vitória, ilha Terceira, arquipélago dos Açores.
Esta ermida foi construída no local denominado Á Ribeira, e surge referida nas anotações do padre Jerónimo Emiliano de Andrade (Angra, 1789 — Angra do Heroísmo, 1847).
Este templo foi praticamente destruído pelo terramoto de 24 de Maio de 1614 que causou enorme destruição pela ilha Terceira, tendo praticamente arrasado a então ainda vila da Praia, facto que ficou registado na história sob a denominação de “Caída da Praia”.